# Javier Macaya
Javier Ignacio Macaya Danús (San Fernando, 11 de noviembre de 1978) es un político y abogado chileno. Entre 2010 y 2022 ejerció como diputado de la República en los distritos N.° 34 y N.° 15 de la Región de O'Higgins. En 2022 asumió como senador por dicha región.
Es militante de la Unión Demócrata Independiente (UDI), partido del cual fue presidente entre diciembre de 2020 y julio de 2024. Anteriormente se desempeñó como secretario general entre mayo de 2014 y abril de 2015 y presidente interino desde marzo hasta abril de ese año.

## Biografía
Hijo de Eduardo Juan Macaya Zentilli y María Teresa Danús Larroulet.
Estuvo casado con la abogada Constanza del Pilar Farías Prieto, en el tiempo en que fue investigada por emitir boletas falsas para SQM por 5 millones de pesos en 2012, más en agosto de 2021 y debido a la inexistencia de una querella por parte del SII, la fiscalía decide no perseverar en la investigación existente en su contra. Juntos tienen 4 hijos.

### Estudios
Cursó sus estudios escolares básicos y medios en el Instituto San Fernando de los Hermanos Maristas, entre 1982 y 1996. Luego estudió derecho en la Universidad Católica de Chile (1997-2001), obteniendo la licenciatura en junio de 2004, y juró ante la Corte Suprema en septiembre de ese año. Su tesis versó sobre "Las denominaciones de origen en la legislación nacional, es especial en la industria vitivinícola". El 27 de septiembre de 2004, la Corte Suprema le otorgó el título de abogado.
En el año 2003 cursó un diplomado en Vino Chileno, Producción, Elaboración y Degustación, en la Universidad Católica de Chile. Entre 2005 y 2006 participó un diplomado en Reforma Procesal Penal en la Universidad de Valparaíso. Posteriormente, entre 2007 y 2008 realizó un magíster en Dirección y Gestión Tributaria en la Universidad Adolfo Ibáñez (UAI).

## Actividades profesionales
Realizó su práctica profesional en la Corporación de Asistencia Judicial de San Fernando (2002). Integró el Programa Jóvenes al Servicio de Chile de la Fundación Jaime Guzmán, por intermedio del cual se incorporó a trabajar al servicio público en la Municipalidad de Viña del Mar.
De igual manera se desempeñó como director del Departamento Jurídico de la Corporación Municipal de Viña del Mar para el Desarrollo Social, entidad de derecho privado encargada de la administración de los establecimientos de Salud y Educación Municipalizada de la comuna de Viña del Mar, Valparaíso desde 2004.
En 2006 ejerció como profesor de la carrera de Técnico jurídico del Instituto Profesional DuocUC de Viña del Mar, Valparaíso. 
Es socio del estudio jurídico Long y Macaya Abogados de Santiago (2008). 
Fue columnista de la revista de negocios y emprendimiento “CITY” y del Diario VI Región de San Fernando y,  columnista ocasional en el Diario El Mercurio de Valparaíso y El Observador de Viña del Mar. Es miembro del Colegio de Abogados de Chile.

## Actividades políticas
Militante de la Unión Demócrata Independiente (UDI), le correspondió ser parte del comando de campaña municipal de Viña del Mar (2008) y tesorero del partido en el periodo 2012-2014. Entre el 11 de marzo y 9 de abril de 2015 asumió como presidente interino del partido tras la renuncia de Ernesto Silva Méndez.
En diciembre de 2009, fue elegido diputado por el distrito N.º 34, correspondiente a parte de la provincia de Cachapoal, de Colchagua y de Cardenal Caro, en la Región del Libertador Bernardo O'Higgins (periodo legislativo 2010-2014), logrando vencer a su compañero de lista, que se veía como el favorito de la Coalición por el Cambio a ganar el escaño. Fue integrante de la Comisión Permanente de Hacienda y presidente de la Comisión Permanente de Salud. Además formó parte del comité parlamentario de la UDI.
En las elecciones parlamentarias de noviembre de 2013, es reelecto como diputado de San Fernando, por el periodo 2014-2018. Integó la Comisión permanente de Salud y la Comisión Investigadora de la inversión pública en infraestructura hospitalaria.
Ha integrado las Comisiones de Hacienda y Salud de la Cámara de Diputados desde 2010, siendo presidente de esta última dos años: En la comisión de hacienda ha participado de la discusión de dos reformas tributarias y variados temas de hacienda. En la de salud, le correspondió dirigir discusiones sobre fármacos, isapres, etiquetado de alimentos, tabaco, entre otras.
En las elecciones parlamentarias de noviembre de 2017, se presentó como candidato a diputado a la reelección en un nuevo territorio dentro de la Región de O'Higgins, el “nuevo distrito 15”, conformado por parte de la provincia de Cachapoal, oportunidad en la que obtuvo la primera mayoría entre todos los postulantes del distrito. Integra las comisiones permanentes de Salud; Ética y Transparencia; y Medio Ambiente y Recursos Naturales. Además, la Comisión Especial Investigadora de eventuales irregularidades en la reducción artificial de listas de espera mediante la eliminación de pacientes desde el Repositorio Nacional de Listas de Espera, manipulación de estadísticas y omisión de registro.
Entre marzo de 2018 y 2019 fue el jefe de la Bancada de diputados de la UDI.
En las Elecciones parlamentarias de Chile de 2021, se presentó como candidato a Senador por la 8.ª Circunscripción, Región del Libertador General Bernardo O'Higgins, resultando electo con el 15,09% de los sufragios totales. Es miembro de la Comisión de Salud y de la Comisión de Defensa en el Senado de Chile.
Es miembro del Consejo de Administración de ParlAmericas como Segundo Vicepresidente del Comité Ejecutivo y Presidente de la Red de Parlamento Abierto.

## Controversias

### Comentarios en la Cámara de Diputados
En noviembre de 2020, Macaya causó noticia, cuando dentro del contexto del nombramiento del nuevo general al mando de Carabineros de Chile, Ricardo Yáñez, le comentó al también diputado Patricio Melero:

El general director de Carabineros es más zurdo que la chucha. Yo le dije a Chadwick en su momento y no me pescaron (...) el presidente de la UDI de San Fernando era vecino de él (...) es de toda la vida de San Fernando y es de una familia de izquierda, izquierda, izquierda. Este vecino es padre de dos pacos, expacos también y me dice ‘este (...) es de izquierda.

Luego del exabrupto, Macaya se disculpó públicamente.

### Divulgación de información falsa
Macaya también ha sido acusado de dispersar fake news en diversas oportunidades. En agosto de 2021, declaró que los miembros de la Convención Constitucional le querían cambiar el nombre al país, dicho que fue desmentido, ya que no había sido un tema discutido en ninguna sesión de la Convención. En noviembre del mismo año, declaró en el programa de televisión Tolerancia cero una serie de afirmaciones falsas en contra de Izkia Siches, médico y vocera del candidato presidencial Gabriel Boric, que fueron desmentidas por ésta en redes sociales, acusándole a su vez de instalar «una vez más el miedo y la mentira».

### Condena de su padre por abuso sexual infantil y declaraciones posteriores
En junio de 2023, el padre de Javier, Eduardo Macaya, fue formalizado por presunto abuso sexual reiterado de menores. Javier declaró ese mismo día que las acusaciones eran falsas. Sin embargo, en julio de 2024 el Tribunal de Juicio Oral en Lo Penal de San Fernando declaró a su padre culpable de abuso sexual contra dos de sus sobrinas. Pese a lo anterior, a Eduardo Macaya se le permitió continuar con su arresto domiciliario tras pagar una fianza de $150 millones de pesos, mientras se esperaba su condena efectiva, la que llegó el 19 de julio, correspondiendo a seis años de prisión efectiva por delitos de abuso sexual reiterado.
El 21 de julio de 2024, en una entrevista en el programa Mesa Central de Canal 13, Javier Macaya nuevamente defendió a su padre, señalando que «Como hijo, estoy del lado de mi padre». Además señaló que la acusación partió porque «(...) una persona que es grabado en un entorno familiar y a partir de eso se generan grabados sin su consentimiento, con pruebas y con un video que es bastante editado». Esta defensa sostenida lo llevó a tener que renunciar dos días más tarde a la presidencia de su partido, cediendo a las presiones de todo el espectro político, al tiempo que dio origen a una serie de movilizaciones feministas, incluyendo multitudinarias marchas fuera del Congreso Nacional en Valparaíso y frente al Palacio de los Tribunales de Justicia en Santiago, pidiendo tanto la prisión preventiva de su padre como su expulsión del Senado.
Paralelamente, el Tribunal de Juicio Oral en lo Penal (TOP) de San Fernando decidió restaurar la prisión preventiva contra Eduardo Macaya, mientras que la Fiscalía de O'Higgins inició una investigación en contra de gendarmes ante un posible tráfico de influencias en su favor, incluyendo llamadas telefónicas del propio Javier Macaya al Defensor de la Niñez, Anuar Quesille, desde abril de 2024.

## Historial electoral
| Año  | Tipo           | Territorio          | Pacto                   | Partido | Votos  | %     | Resultado |
| ---- | -------------- | ------------------- | ----------------------- | ------- | ------ | ----- | --------- |
| 2009 | Parlamentarias | 34.º distrito       | Coalición por el Cambio | UDI     | 16 885 | 18.18 | Diputado  |
| 2013 | Parlamentarias | 34.º distrito       | Alianza                 | UDI     | 21 979 | 26.47 | Diputado  |
| 2017 | Parlamentarias | 15.º distrito       | Chile Vamos             | UDI     | 25 143 | 13.9  | Diputado  |
| 2021 | Parlamentarias | 8.ª circunscripción | Chile Podemos Más       | UDI     | 51 019 | 15.09 | Senador   |